# Jaloveczky Miksa
Jaloveczky Miksa, Maximilián Jalovecký (Nagybobróc (Nyitra megye), 1817. október 2. – Nagylévárd, 1889. február 11.) katolikus plébános, esztergomi kanonok.

## Életútja
A bölcseletet 1834-től Nagyszombatban hallgatta, a teológiát 1836-ban Bécsben kezdte, de betegsége miatt Nagyszombatban végezte. 1842. július 23-án miséspappá szenteltetett föl. Káplán volt Alsókorompán, 1845-ben Majtényban; 1848-ban a nagylévárdi anabaptisták kurátura lett; 1854-ben adminisztrátor, 1856-ban plébános Nagylévárdon, 1858-ban alesperes, majd esztergomi tiszteletbeli kanonok.
Cikke a Gazdasági lapokban (1863. Óvszer a most pusztító marhavész ellen.)

## Munkája
- Hviezdoveda, Zemepis, Prírodopis, Silozpyt. Votázkach a odpovedach pôvodae vypracoval. Buda, 1852. (Csillagászat, földrajz, természetrajz, erőműtan kérdések- és feleletekben. Prostonárodnia Bibliotheka 1.)